# Yūji Unozawa
Yūji Unozawa (jap. 宇野沢 祐次, Unozawa Yūji; * 3. Mai 1983 in Matsudo) ist ein ehemaliger japanischer Fußballspieler.

## Karriere

### Verein
Unozawa spielte seit 1996 für den Kashiwa Reysol und gehörte seit 2002 zum Profikader. 2007 folgte dann der Wechsel zu Avispa Fukuoka. Danach spielte er bei Japan Soccer College (2008–2009). 2010 folgte dann der Wechsel zu AC Nagano Parceiro. Ende 2019 beendete er seine Karriere als Fußballspieler.

### Nationalmannschaft
Mit der japanischen Nationalmannschaft qualifizierte er sich für die Junioren-Fußballweltmeisterschaft 2003.

## Erfolge
AC Nagano Parceiro
- Japan Football League:

Meister: 2013
- J3 League

Vizemeister: 2014